# Dziećmarów
Dziećmarów (deutsch Dittmerau, tschechisch Dětmárov) ist ein Ort in der Landgemeinde Baborów im Powiat Głubczycki der Woiwodschaft Opole in Polen.

## Geographie
Das Angerdorf Dziećmarów liegt sechs Kilometer nordwestlich von Baborów, 12 Kilometer östlich von Głubczyce (Leobschütz) und 67 Kilometer südlich von Opole (Oppeln) in der Schlesischen Tiefebene.
Nachbarorte von Dziećmarów sind im Osten Dobroslawitz (Dobrosławice), im Süden Sułków (Zülkowitz) sowie im Südwesten Norden Babice (Babitz).

## Geschichte

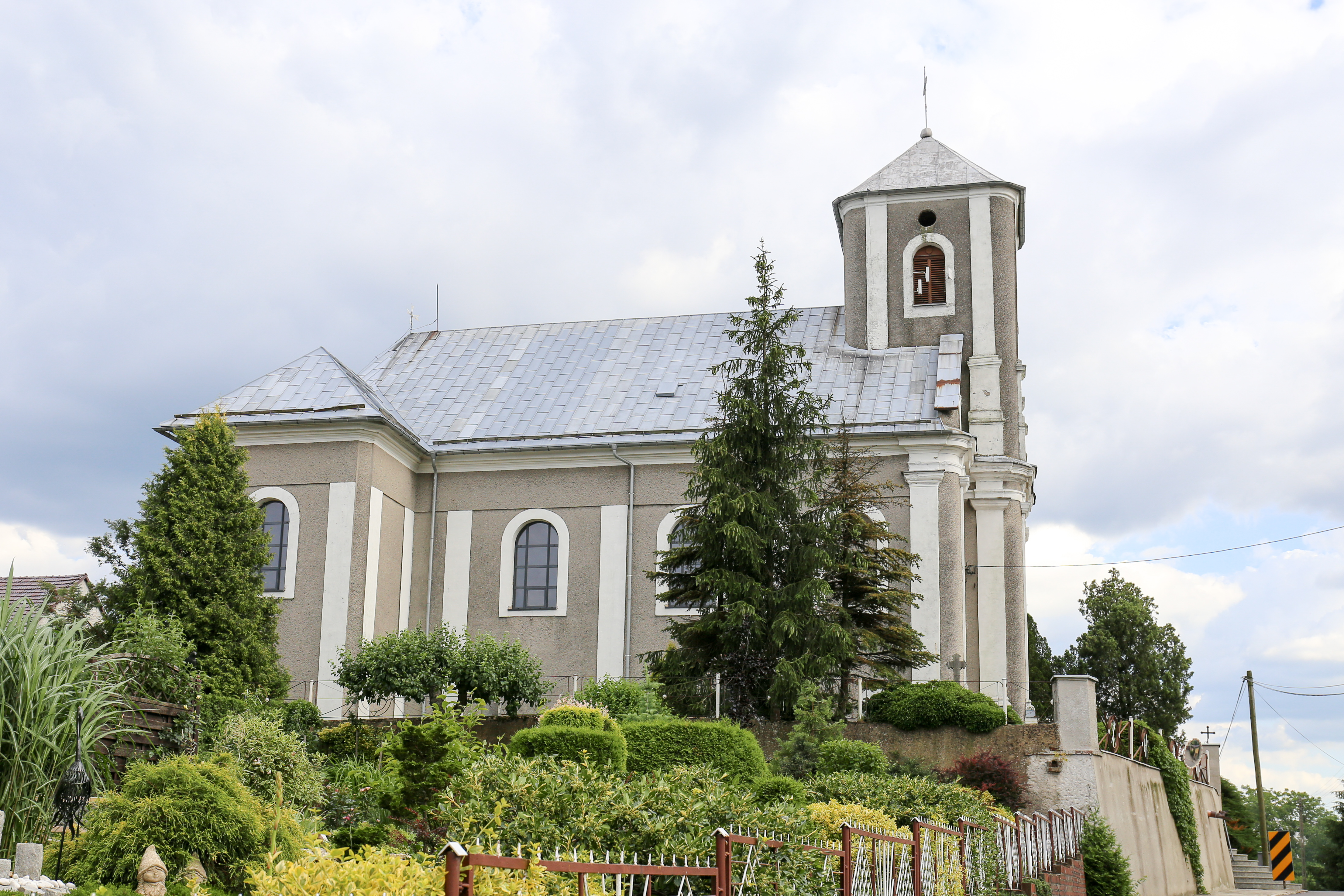
Michaeliskirche

Der Ort wurde 1328 erstmals als Dittmorow erwähnt. 1335 erfolgte erneut eine Erwähnung als villa Dittmari, 1418 als Ditmaraw sowie 1447 als Ditmeraw.
Nach dem Ersten Schlesischen Krieg 1742 fiel Dittmerau mit dem größten Teil Schlesiens an Preußen. 1783 wurde die katholische Pfarrkirche im barocken Stil neu erbaut.
Nach der Neuorganisation der Provinz Schlesien gehörte die Landgemeinde Dittmerau ab 1816 zum Landkreis Leobschütz im Regierungsbezirk Oppeln. 1845 bestanden im Dorf eine katholische Pfarrkirche, eine katholische Schule, eine Brennerei, zwei Windmühlen, ein Freigut und 121 Häuser. Im gleichen Jahr lebten in Dittmerau 718 Menschen, allesamt katholisch. 1861 zählte Dittmerau 825 Einwohner, 25 Bauern-, 23 Gärtner- und 71 Häuslerstellen. Im gleichen Jahr zählte die örtliche Schule 156 Schüler. 1874 wurde der Amtsbezirk Gröbnig gegründet, welcher die Landgemeinden Dittmerau, Gröbnig, Schönbrunn und Taumlitz umfasste.
Bei der Volksabstimmung in Oberschlesien am 20. März 1921 stimmten in Dittmerau 559 Personen für einen Verbleib bei Deutschland und 10 für Polen. Dittmerau verblieb wie der gesamte Stimmkreis Leobschütz beim Deutschen Reich. 1923 wurde das Dorf elektrifiziert. 1933 zählte der Ort 737 sowie 1939 719 Einwohner. Bis 1945 gehörte der Ort zum Landkreis Leobschütz. Am 16. März 1945 flüchtete die Bevölkerung in Richtung Sudetenland. Durch Kampfhandlungen im Ort wurde 50 % der dörflichen Bebauung zerstört. Die katholische Pfarrkirche erlitt ebenfalls einzelne Bombentreffer.
1945 kam der bisher deutsche Ort unter polnische Verwaltung, wurde in Dziećmarów umbenannt und der Woiwodschaft Schlesien angeschlossen. Im Mai 1945 kehrte ein Großteil der zuvor geflüchteten Bevölkerung zurück. Im Juli 1946 wurde die deutsche Bevölkerung des Ortes über den Bahnhof von Leobschütz vertrieben. Ein Großteil kam nach Emsdetten in Westfalen. 1950 wurde Dziećmarów der Woiwodschaft Oppeln zugeteilt. 1999 wurde es Teil des wiedergegründeten Powiat Głubczycki.

## Sehenswürdigkeiten

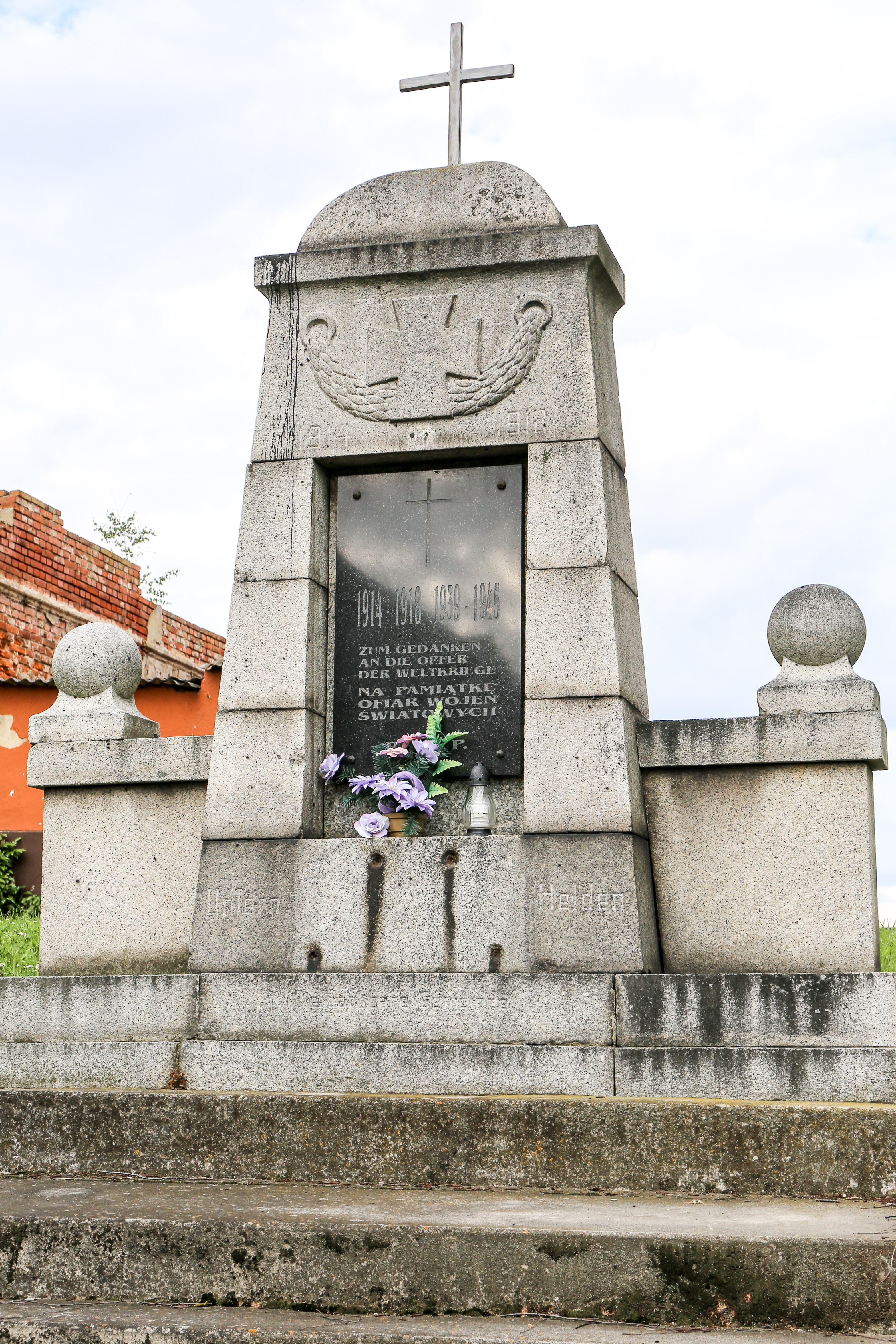
Gefallenendenkmal

- Die römisch-katholische Kirche St. Michael (poln. Kościół św. Michała Archanioła) wurde 1786 im barocken Stil. Im März 1945 wurde die Kirche teilweise zerstört und bis 1949 wieder ohne Turmhelm aufgebaut.[8] Am 28. August 1949 erfolgte die Einweihung der wiederaufgebauten Kirche.
- Denkmal für die Gefallenen des Ersten Weltkriegs
- Dorffriedhof mit Portal aus Backstein
- Steinerne Wegekapelle
- Steinernes Wegekreuz

## Vereine
- Freiwillige Feuerwehr OSP Dziećmarów
- Landfrauenverein

## Söhne und Töchter des Ortes
- Anastasius Sedlag (1786–1856), deutscher Theologe, Bischof von Kulm und Mitglied der Frankfurter Nationalversammlung